# Carmen Becerra
Carmen Becerra Gómez (Toluca de Lerdo, Mexikó, 1977. december 7. –) mexikói színésznő.

## Élete és pályafutása
1977. december 7-én született Tolucában. 
Karrierjét 1998-ban kezdte. 2001-ben szerepet kapott a Salomé című telenovellában, ahol Diana szerepét játszotta. 2008-ban megkapta Sara de la Cruz szerepét a Kedves ellenség című telenovellában.

## Filmográfia
- Simplemente María (2015) ... Karina Pineda
- De que te quiero, te quiero (2013) ... Mireya Zamudio "La Jaiba"
- Amorcito Corazón (2011)  ... Sabrina Peñaralta
- Zacatillo, un lugar en tu corazón (2010)  ... Adriana Pérez-Cotapo Echevarría
- Un gancho al corazón (2008) ... Flora
- Kedves ellenség (Querida Enemiga) (2008)  ... Sara de la Cruz
- Amar sin límites (2006)  ... Lidia Morán Huerta
- Mujer, casos de la vida real (2001–2006)
- Apuesta por un amor (2005)  ... Nadia Thomas
- Loving Again (2004)  ... Sandra Murguía Navarro
- Tu historia de amor (2003)  ... Ines
- Amar otra vez (2003)  .... Sandra Murguía Navarro
- Salomé (2001–2002)  ... Diana
- ¿Qué nos pasa? (1998)

## Díjak és jelölések
| Év   | Díj            | Kategória               | Jelölt mű           | Eredmény |
| ---- | -------------- | ----------------------- | ------------------- | -------- |
| 2005 | TVyNovelas-díj | Legjobb női felfedezett | Apuesta por un amor | Elnyerte |
| 2009 | ACE-díj        | Legjobb női főgonosz    | Kedves ellenség     | Elnyerte |